# ヨハネス・クッツェー
ヨハネス・クッツェー（Johannes Coetzee、1988年3月14日 - ）は、ユナイテッド・ラグビー・チャンピオンシップ、チーターズに所属するラグビーユニオン選手。

## プロフィール
- ナミビア・ウィントフック出身[1]。
- ポジションはプロップ(PR)。
- 身長 186cm、体重 120kg
- ニックネームはアラノス。
- ナミビア代表キャップは29（2025年3月現在）でラグビーワールドカップ2015・ラグビーワールドカップ2019・ラグビーワールドカップ2023のナミビア代表に選ばれた[2][3]。

## 略歴
レパーズ、ラシン92、CAブリーヴ、フリーステイト・チーターズを経て、2016年、チーターズに加入。
2022年、バースに加入。 
2023年、チーターズに復帰。